# Hoedspruit
Hoedspruit (afrikanščina Hat Creek) je mesto, ki leži ob vznožju gorovja Klein Drakensberg (afrikanščina za Majhno Zmajevo gorovje) v provinci Limpopo v Južni Afriki, ob železniški progi od Tzaneena do Kaapmuidena.

## Zgodovina

### Predkolonializacija
Artefakti in najdišča iz kamene dobe iz vseh treh obdobij kažejo na nenehno uporabo s strani zgodnjih ljudi. Na kmetiji Happyland so izkopali najdišča iz zgodnje in srednje železne dobe v bližini Hoedspruita, ki datirajo med 450 in 1000 n. št.

### Kolonializacija in naselitev
Dawid Johannes Joubert je postal prvi lastnik kmetije Hoedspruit, zemljišče je pridobil leta 1844 in se naselil v regiji med rekama Blyde in današnjim Zandspruitom.
5. maja 1848 je Joubert uradno registriral kmetijo pri zemljiškem uradu v Ohrigstadu, s čimer je Hoedspruit prvič priznal in registriral kot mesto in občino.
V 1850-ih je Ohrigstad zrasel v osrednje mesto območja, vendar so v Ohrigstadu in okolici smeli živeti le starejši naseljenci. Mlajše naseljence, mlajše od 45 let, so spodbujali, naj se preselijo dlje. Posledično je skupina mladih moških, mlajših od 45 let, ustanovila naselje med goro in reko Blyde na kmetiji, ki so jo poimenovali Jonkmanspruit (kar pomeni »mladih moških reka/potok/potok«). Drugi mladeniči so se zaradi oblike kmetije naselili na bližnjih kmetijah z imenoma Welverdiend (kar pomeni »zasluženo«) in Driehoek (kar pomeni »trikotnik«). Ti prvotni imeni še danes obstajata na tem območju in sta okoli obrobja prvotne kmetije Hoedspruit.
Ime Hoedspruit je dal sam Dawid Johannes Joubert po pomembnem incidentu leta 1844, ko je močan sunek povzročil, da je reka, danes znana kot Zandspruit, hitro poplavila. Med dogodkom je Joubert v razbesneli reki izgubil klobuk. Glede na to, da je bil klobuk v tistih časih dragocen vir za kmeta in je služil različnim namenom, je bila njegova izguba za Jouberta velik dogodek. Zato je reko poimenoval »Hoedspruit«, kar pomeni »reka/potok/potok s klobukom«, v povezavi z reko, ki mu je vzela klobuk.
Dawid Johannes Joubert je imel v lasti še eno kmetijo na območju Ohrigstada in je svoj čas delil med obema kmetijama. Žal ga je leta 1860 na njegovi kmetiji v Ohrigstadu ubil leopard.
Med Joubertovim lastništvom je bila kmetija Hoedspruit, ki jo je registriral pri zemljiškem uradu v Ohrigstadu, obsežna in se je raztezala od reke Blyde do reke Klaserie ter obsegala današnje mestno središče.
Približno v istem času je prišlo do spora med Portugalci v Lourenço Marques (Maputo) in Južnoafričani v Republiki Transvaal glede mednarodne meje v bližini Zmajevega gorovja (Drakensberg) za Hoedspruitom. Portugalci so trdili, da je to meja med Mozambikom in Južno Afriko, Južnoafričani pa, da je to gorovje Lebombo. Da bi rešil zadevo, je predsednik Transvaalske republike Oom Paul Kruger odredil ustrezno geodetsko študijo za določitev uradne meje.
Ker takrat v Južni Afriki ni bilo usposobljenih geodetov, so iz Evrope pripeljali tri glavne geodete, vključno z Von Weillighom, Vosom in Gillfillanom. Med bivanjem v Transvaalski republiki je predsednik Paul Kruger geodetom naročil, naj pred vrnitvijo v Evropo označijo meje kmetij vzdolž gorovja Drakensberg, saj je regija pridobivala pozornost zaradi potencialnih možnosti za naselitev. Velike kmetije, vključno s prvotno kmetijo Hoedspruit, so bile razdeljene na manjše registrirane kmetije, ki so bile še vedno v lasti in pod upravljanjem enega samega kmeta.
Z omejenim poznavanjem lokalnih kultur, jezikov in običajev so evropski geodeti uradnim kmetijam, ki so jih formalizirali, dodelili evropska imena mest, zveznih držav in držav. Posledično je območje zdaj naseljeno s kmetijami z imeni, kot so Essex, Madrid, Berlin, Richmond, Chester, Moskva, Dublin, Dundee in Fife.

## Gospodarstvo
Zaradi bližine zasebnih rezervatov za divjad in [[Krugerjev narodni park|Krugerjevega narodnega parka]g ekoturizem in lov na veliko divjad pomembno prispevata k lokalnemu gospodarstvu. Kmetijstvo je druga večja regionalna panoga, ki se osredotoča na pridelavo citrusov in manga.

## Letalska baza Hoedspruit in letališče Eastgate
Letalska baza Hoedspruit je dom 19. eskadrilje helikopterske enote južnoafriških zračnih sil. Civilno letališče Eastgate, ki si deli letališče letalske baze, oskrbuje več čarterskih prevoznikov.